# Sinopotamon cochlearidigitum
Sinopotamon cochlearidigitum is een krabbensoort uit de familie van de Potamidae. De wetenschappelijke naam van de soort is voor het eerst geldig gepubliceerd in 1986 door Dai, Chen, Zhang & Lin.